# 슈프리마
슈프리마는 20년 이상 글로벌 보안 시장에서 기술력과 제품력으로 신뢰를 받고 있는 AI 통합 보안 솔루션 기업이다. 전세계 130 여개 국 1,000곳 이상의 고객 파트너를 유치하고 있으며, 글로벌 보안잡지 A&S International 이 주관하는 세계 50대 보안 기업에 속해 있다.